# César Falcón
César Falcón Gárfias, (Lima, 19 d'abril de 1892 - Lima, 11 d'octubre de 1970) va ser un escriptor, periodista i polític peruà, que també va comptar amb la nacionalitat espanyola i la mexicana. Des de primerenca edat es va orientar cap al socialisme i va ser amic de José Carlos Mariátegui, amb qui va fundar i va dirigir el setmanari Nuestra Época i el periòdic La Razón, que van servir de portaveus a les reivindicacions de la classe obrera (1919). Obligat per la dictadura d'Augusto B. Leguía a exiliar-se, va tenir una llarga trajectòria periodística a Espanya, Anglaterra, França, Estats Units i Mèxic. A Espanya va ser un actiu militant del Partit Comunista d'Espanya, al llarg de la dècada de 1930, fins al final de la guerra civil espanyola. Va escriure també obres teatrals, contes i novel·les.

## Biografia

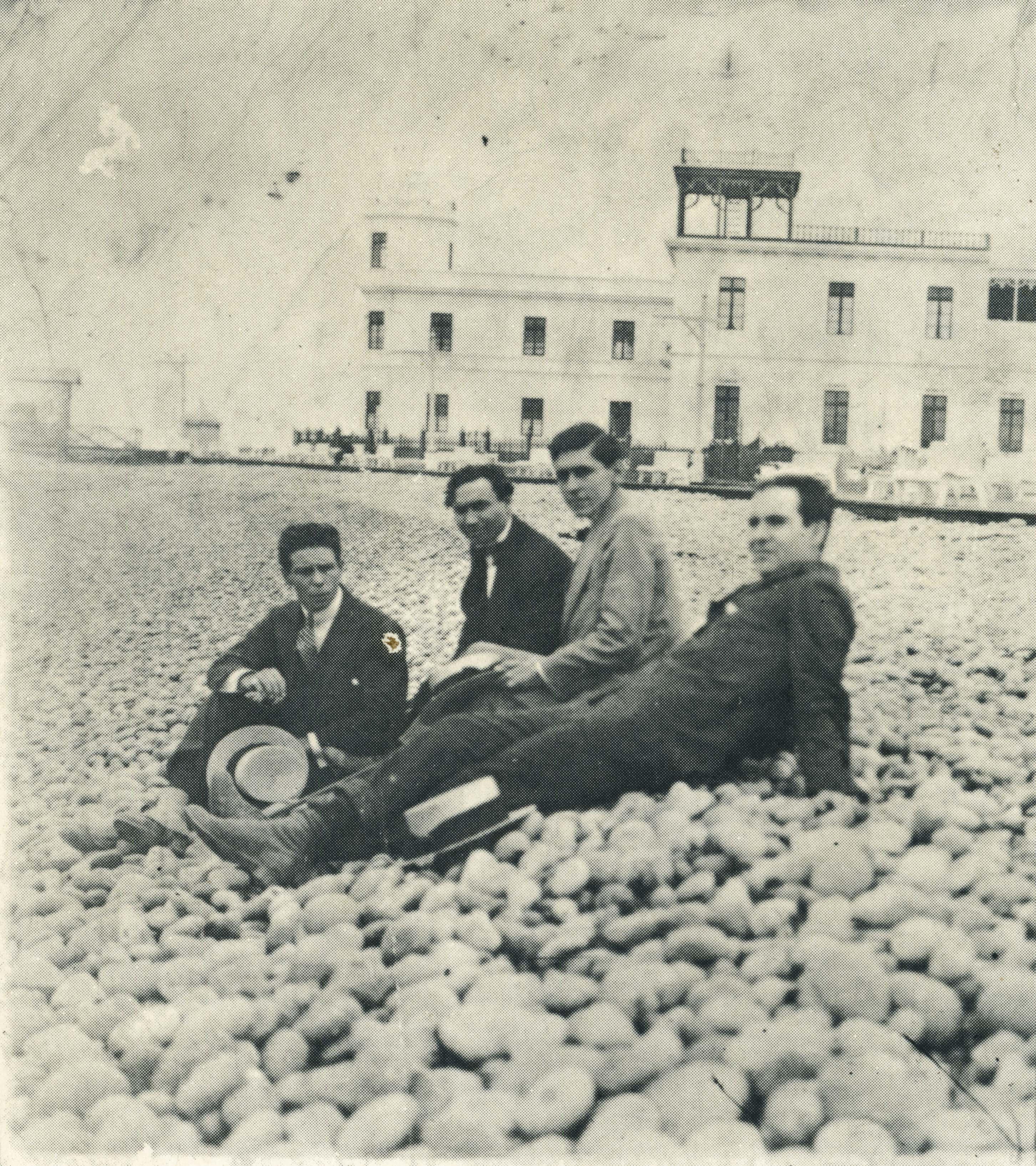
César Falcón, José Carlos Mariátegui i Félix del Valle, directors de Nuestra Época, en una platja de Lima. 1918.

Fill de Nicasio Falcón Riesco (tècnic agrònom) i Astemia Gárfias Prado. Va ser el més gran de vuit germans, quatre homes i quatre dones. El menor d'ells, Jorge Falcón, també fou escriptor i periodista. Va cursar el seu educació primària en el Col·legi d'Osma sota la direcció del mestre Ramón Espinoza, però de manera irregular. En realitat va ser la seva mare qui li va ensenyar a llegir i escriure.
Mort el seu pare al desembre de 1909, es va veure obligat a treballar en una hisenda propera a Lima, on hi havia treballat el seu pare. Poc després, quan ja comptava amb 19 anys, va ingressar a la redacció del diari La Prensa de Lima, per fer tasques elementals (1910). Llavors n'era director Alberto Ulloa Cisneros. Per aquest temps es va afiliar al Partit Demòcrata, al qual també pertanyia Ulloa.
En 1913 va passar a treballar al diari La Nación, aquesta vegada com a col·laborador remunerat d'articles signats amb el seu nom. El seu primer article signat va tractar sobre els captaires de la ciutat. Va iniciar així la seva carrera d'escriptor i periodista i va estrenar també algunes obres teatrals. En 1914 va retornar a la redacció de La Prensa, on també hi col·laborava José Carlos Mariátegui, amb qui va entaular una perdurable amistat. Tots dos van contribuir a organitzar als periodistes en el Cercle de Periodistes, que primer es va esbossar com a Cercle de Cronistes.
En 1915, en produir-se el va canviar de la propietat i la direcció de La Prensa, el nou amo, Augusto Durand, va oferir Falcón a Huánuco el càrrec de secretari de la direcció. Falcón va acceptar i va romandre set mesos en aquesta ciutat, de setembre de 1915 a març de 1916. Quan va tornar a Lima, va passar a integrar, juntament amb Mariátegui, la redacció del diari El Tiempo, recentment fundat com a periòdic d'oposició al govern civilista de José Pardo y Barreda (1916). També va col·laborar en el tabloide La Crónica. Es va comptar entre els primers alumnes de la Pontifícia Universitat Catòlica del Perú (1917).
Juntament amb Mariátegui i Félix del Valle, va fundar i va dirigir el setmanari Nuestra Época, que solament va publicar dos nombres, en 1918. Poc després, juntament amb Mariátegui va iniciar una altra aventura periodística, fundant el diari La Razón, al maig de 1919. Influenciats per les idees socialistes que llavors agitaven al món arran de la Revolució russa de 1917, van concertar un Comitè de Propaganda Socialista i van donar suport a la lluita dels obrers de Lima i Callao per l'abaratiment de les subsistències. També van donar suport a la reforma universitària.
Després de l'ascensió de Augusto B. Leguía, al juliol de 1919, es va imposar una creixent dictadura que va restringir les llibertats. Arran d'un article en el qual Falcón definia els membres del Parlament com a personal senil i claudicant, el ministre de Govern va ordenar el tancament de La Razón, a l'agost de 1919. Leguía, a través d'un dels seus principals col·laboradors, Foción Mariátegui, va oferir Falcón i José Carlos Mariátegui, l'oportunitat de ser agents propagandistes del Perú a Espanya i Itàlia, respectivament, la qual cosa equivalia en realitat a un desterrament. Mariátegui i Falcón van acceptar per l'oportunitat de viatjar a Europa, que era el somni de tot intel·lectual de llavors.
Establert a Espanya, César Falcón va col·laborar en els diaris La Vanguardia de Barcelona i El Liberal de Bilbao, i a la revista España, que dirigia el socialista basc Luis Araquistáin. Va viatjar per Itàlia, Alemanya, Àustria i França com a corresponsal.
En 1923, després de la instauració de la dictadura de Primo de Rivera, va passar a la redacció del diari El Sol, de Madrid, que el va acreditar com a corresponsal en Londres, on va radicar fins a 1929. En 1925 va contreure matrimoni amb Irene Lewy Rodriguez, una jove espanyola filla d'un jueu polonès i d'una asturiana, que després seria coneguda com a Irene Falcón i es convertiria primer en bibliotecària de Santiago Ramón y Cajal i després en la secretària personal de Dolores Ibárruri, La Pasionaria. Fruit d'aquesta unió va néixer a 1926 Mayo Falcón (que també seria periodista). En aquells dies va fundar l'editorial Historia Nueva, per la qual va dirigir el setmanari Nosotros, que portava l'ostentós subtítol d'“Órgano de la Revolución Mundial”. Amb aquest segell editorial va publicar la seva novel·la El Pueblo sin Dios, en 1928.
De tornada a Espanya en 1929, es va integrar a la política militant. Per la seva propaganda liberal i republicana, la dictadura de Primo de Rivera va ordenar la seva presó al setembre de 1930, i després la seva expulsió, el 4 de desembre de 1930. El setmanari Nosotros va ser clausurat. Després d'una estada a Hendaia, Falcón es va dirigir a París, juntament amb altres exiliats espanyols, entre ells Indalecio Prieto i Marcel·lí Domingo.
En conèixer la notícia de la proclamació de la Segona República espanyola, Falcón va retornar immediatament a Espanya, arribant a Madrid el 15 d'abril de 1931. Va tornar a editar el setmanari Nosotros i va desenvolupar l'edició de fullets en sèrie de “Documentos Políticos”. En 1933 es va afiliar al Partit Comunista d'Espanya i va ser candidat a diputat a corts per la província de Màlaga, en una llista en la qual els comunistes anaven en coalició amb socialistes d'esquerra.
A Sevilla va dirigir, amb Mariano Perla, el periòdic comunista Verdad. Va sofrir presó a mitjan setembre de 1935. Va dirigir també Mundo Obrero, òrgan central del PCE. Per aquesta època va crear i va dirigir, juntament amb la seva esposa Irene, la companyia del Teatro Proletario, que va estrenar, entre altres obres, una de la seva autoria: Asturias.
Després del triomf del Front Popular i l'esclat de la guerra civil espanyola (1936-1939), la seva activitat política es va tornar més intensa, tant dins com fora d'Espanya. Va fundar Altavoz del Frente, organisme d'agitació i propaganda per a la guerra. Quan el govern republicà va haver de traslladar la seva seu a València, va ser requerit per editar la revista Frente Rojo, nou òrgan del Partit Comunista. Va ser també editor de La Voz de Madrid (1936-1938), setmanari republicà publicat a París per esclarir la posició del govern espanyol durant la guerra civil. Va ser també membre de la delegació espanyola acreditada davant la Societat de les Nacions, en 1938.
Finalitzada la guerra civil espanyola i iniciada la Segona Guerra Mundial, es va acollir a la repatriació de ciutadans peruans d'Europa impulsada pel govern de Perú, tornant a la seva pàtria el 4 de maig de 1940, després de vint-i-un anys d'absència. Mai més tornaria a Espanya.
En el Perú va assumir l'edició de la revista Garcilaso, òrgan de l'Associació Nacional d'Escriptors, Artistes i Intel·lectuals del Perú (1941-1942). Va fundar també el setmanari Nuestra Voz, que no va passar del primer nombre, a causa de la censura governamental (11 de gener de 1941).
L'abril del 1942 va viatjar a Nova York, com a agregat de premsa del consolat peruà. Entre 1945 i 1946 va fer sengles viatges a Mèxic per atendre les edicions dels seus llibres El mundo que agoniza i El buen vecino Sanabria U. En l'últim d'aquests viatges, retornant a Nova York, se li va impedir el seu reingrés als Estats Units, pel que sembla a causa de la seva filiació política. Va haver de romandre llavors a Mèxic, país que li va concedir la nacionalitat en 1950. La tornada al Perú en aquells dies no era gens recomanable, ja que s'havia instal·lat allí la dictadura del general Manuel A. Odría, que perseguia apristes i comunistes. La seva estada a Mèxic es va perllongar a prop de vint anys. Des d'allí va col·laborar en diverses revistes i va editar Historia Nueva (15 nombres, de 1956 a 1960).
Víctima d'una greu malaltia, va tornar finalment a Lima a l'agost de 1970 i va morir poc després. En els seus últims instants el va assistir el seu germà Jorge Falcón, qui anys després va publicar un estudi sobre la seva vida i obra, titulat El hombre en su acción.

## Obres

### Teatre
- Por culpa ajena (estrenada al Teatro Lima, Lima, 10 de febrer de 1914)
- La gran noche (Lima, septiembre de 1915)
- La casa de Agreda (estrenada al Teatro Colón, 27 de novembre de 1914).
- Los mozos cundas (Lima, juliol de 1918)
- Asturias (Madrid, 1935).

### Narrativa
- Plantel de inválidos (Madrid, 1921 y 1928), contes.
- El pueblo sin Dios (Madrid, 1928), novel·la indigenista, fruit de la seva estada a Huánuco.
- Los bajos fondos (Madrid, 1928), novel·la.
- Madrid (Madrid-Barcelona, 1938), crònica novel·lada de la resistència republicana a Madrid durant la guerra civil espanyola.
- El buen vecino Sanabria U. (México, 1947), caricaturització violenta del president peruà Manuel Prado Ugarteche, que es caracteritzà pel seu suport a la política dels Estats Units entre 1939 i 1945.
- Por la ruta sin horizonte (México, 1961), primer tom d'una sèrie de cinc, titulada globalment En la perspectiva de España.

### Assajos polítics
- Crítica de la revolución española (Madrid, 1931)
- Imperialismo y antiimperialismo (Madrid, 1931)
- España sostiene en Ginebra su línea de lucha por la democracia y la paz (Barcelona, 1938)
- El mundo que agoniza (México, 1945)
- Algunas condiciones necesarias de la reconquista nacional (México, 1955)